# Центр информации по правам человека
Центр информации по правам человека (ЦИПЧ; эст. Inimõiguste Teabekeskus, англ. The Legal Information Centre for Human Rights) — эстонская некоммерческая организация, позиционирующаяся как правозащитная организация и выступающая в поддержку эстонских национальных меньшинств (в первую очередь представителей русскоговорящих общин).

## История
ЦИПЧ основан 2 мая 1994 года как некоммерческая общественная организация, и 7 сентября 1994 года был внесён в государственный реестр предприятий, учреждений и организаций.
Создание ЦИПЧ являлось одним из нескольких проектов, профинансированных МИД Дании по программе DANIDA и направленных в поддержку развития демократии в Эстонии и процесса интеграции национальных меньшинств в эстонское общество.
Основание ЦИПЧ произошло при активном содействии неправительственных организаций Дании — Датского центра по правам человека (The Danish Centre for Human Rights, ныне The Danish Institute for Human Rights), Информационного центра по Восточной Европе (Information Centre on Eastern Europe) и Группы по правам национальных меньшинств (Minority Rights Group-Denmark), общественных организаций Эстонии — Круглого стола по проблемам национальных меньшинств при президенте Эстонии, Представительной ассамблеи неграждан Эстонии, а также мэрии Таллина.
В 2008 году ЦИПЧ стал членом Европейской ассоциации по защите прав человека. Также ЦИПЧ участвует в Европейской сети против расизма и Платформе по основным правам при Агентстве по основным правам ЕС.
Служба охранной полиции Эстонской Республики в своём докладе 2007 года рассматривает Центр как враждебную организацию, получающую инструкции от дипломатов России и проводящую «научные исследования» учёными «без специального образования». Центр отвергает данные обвинения, указывая на научную квалификацию своих сотрудников, называя нелепыми обвинения в получении инструкций от российских дипломатов и прямой ложью утверждение КАПО, что более половины членов организации входят в состав Конституционной партии.

«Международная амнистия» в своём докладе-2010 отметила, что 
В докладе, опубликованном в апреле, Управление полиции безопасности продолжило попытки дискредитации Центра информации по правам человека (ЦИПЧ) — НПО, занимающейся укреплением и защитой прав языковых меньшинств. В докладе утверждалось, что директор ЦИПЧ Алексей Семёнов станет пророссийским кандидатом на выборах в Европарламент в 2009 году, что он является членом Конституционной партии, представляющей интересы меньшинств, и что его деятельность финансируется и направляется российскими властями. При этом Алексей Семёнов публично заявил 20 марта, что не намерен участвовать в выборах в Европарламент. Согласно опубликованной в интернете официальной информации, он не является членом Конституционной партии и не регистрировался для участия в европейских выборах в качестве независимого кандидата или кандидата от какой-либо партии
ЦИПЧ принимал участие в работе над делами «Таркоев и другие против Эстонии», «Коробов и другие против Эстонии» и «Тали против Эстонии» в Европейском суде по правам человека.

## Цели
Свою деятельность ЦИПЧ осуществляет в соответствии с Уставом и Стратегическим планом, разработанными в 1997 году при участии Датского центра по правам человека. В соответствии с этим планом были определены основные цели, задачи и направления деятельности ЦИПЧ.
Основными направлениями деятельности ЦИПЧ заявлены защита прав человека, правовое обучение в сфере прав человека, обеспечение доступа к правосудию, правовая помощь, содействие интеграции и межнациональному диалогу в обществе, а также анализ положения прав человека, прав национальных меньшинств и мониторинг законодательства Эстонии.